# Austrogaster novae-zelandiae
Austrogaster novae-zelandiae är en svampart som beskrevs av D.A. Reid 1986. Austrogaster novae-zelandiae ingår i släktet Austrogaster och familjen Paxillaceae.   Inga underarter finns listade i Catalogue of Life.